# Enumerationsprinzip
Enumerationsprinzip (lat.: enumerare, „aufzählen“) bedeutet in der Rechtswissenschaft, dass der Gesetzgeber im Interesse der Rechtssicherheit eine Materie nicht für eine unbestimmte Vielzahl von Fällen, sondern durch Aufzählung einzelner Tatbestände abschließend regelt und damit den Anwendungsbereich der Rechtsnorm bewusst auf bestimmte Sachverhalte einengt. Allgemein gehaltene Formulierungen, die der Auslegung bedürfen und damit eine Vielzahl ähnlicher, aber ungeschriebener Sachverhalte erfassen sollen, sind dagegen die Generalklauseln.
Strafrechtliche Regelbeispiele sind lediglich Erschwerungsgründe nicht-tatbestandlicher Art und nur für die Strafzumessung von Bedeutung.
In der Bundesrepublik Deutschland wurden historisch beispielsweise die ausdrücklich im Gesetz als Verwaltungsrechtssachen benannten Angelegenheiten für den Zugang zu den Gerichten der Verwaltungsgerichtsbarkeit mit Erlass der Verwaltungsgerichtsordnung im Jahr 1960 durch die verwaltungsgerichtliche Generalklausel des § 40 VwGO ersetzt und damit der Rechtsschutz erheblich ausgeweitet. Der Verwaltungsrechtsweg ist seitdem „in allen öffentlich-rechtlichen Streitigkeiten nichtverfassungsrechtlicher Art gegeben“.
Will der Gesetzgeber „abschließend aufzählen“, begrenzt er den Kreis der unter die Vorschrift fallenden Sachverhalte (enumeratio ergo limitatio). Nicht aufgezählte Sachverhalte sind dann von der Regelung ausgeschlossen und auch nicht im Wege der richterlichen Rechtsfortbildung subsumierbar. Die abschließende Aufzählung hat Ausschlusswirkung für alle nicht von der Regelung erfassten Tatbestände. Sie ist mitunter daran zu erkennen, dass das Gesetz Begriffe wie „nur“ oder „ausschließlich“ benutzt. Ansonsten ist durch Auslegung zu ermitteln, ob eine Regelung abschließend sein soll.
Ein Beispiel für eine abschließende Regelung ist Art. 94 GG, § 13 Nr. 1–15 BVerfGG, wonach das Bundesverfassungsgericht nur für die dort aufgezählten Verfahren zuständig ist.